# 浅野清 (建築学者)
浅野 清（あさの きよし、1905年2月15日 - 1991年8月19日）は、愛知県名古屋市出身の建築学者・建築史家。工学博士（京都大学）。元奈良学芸大学・大阪市立大学・大阪工業大学・愛知工業大学教授。
古建築の復原研究の第一人者であり、建築遺跡発掘調査を伴う「建物復原調査法」の開発、「古代建築技法」の解明など、日本建築史学における偉大な業績を残した。また、社寺の建築や民家研究でも貢献した。

## 人物
1926年名古屋高等工業学校（現：名古屋工業大学）建築科を卒業。1934年法隆寺国宝保存工事事務所技手、後に所長となり、法隆寺建築物の復元、修理に尽力する。1952年工学博士（京都大学）。同年、奈良学芸大学助教授および奈良国立文化財研究所研究員を併任。翌年、同大学教授。1956年に大阪市立大学教授、1968年大阪工業大学教授、1972年愛知工業大学教授を歴任。1982年元興寺文化財研究所所長。1990年同理事長。1991年8月19日、多臓器不全のため死去。勲三等瑞宝章叙勲(1975年)。
日本建築史学における偉大な業績を残し、晩年には、日本建築の源流を求めて中国古建築に強く関わり、1987年には中国の東南大学より名誉教授を授けられた。
主な受賞歴としては、1951年日本建築学会賞(「上代建築の復原的研究」）、1953年奈良県文化賞、1977年東海テレビ賞、1985年日本建築学会大賞(「建築遺構ならびに遺跡に対する実証的研究方法の確立と復原的研究による日本建築史学および関連史学への貢献」）。
代表的な研究は、法隆寺の大講堂・東院伝法堂・夢殿などの復原的研究。法隆寺五重塔では垂木が後世の修理ごとに移動し打替えられた変遷を手掛かりに各重の軒出寸法を復原した。

## 主な著作物
- 『法隆寺』(1948)弘文堂
- 『奈良時代建築の研究』(1969)中央公論美術出版
- 『法隆寺の建築』(1984)中央公論美術出版